# Sistemul de misile Panțir
Sistemul de rachete Panțir (rusă Панцирь, traducere „Carapace”) este o familie de rachete sol-aer de rază medie autopropulsate. Panțir-S1 (rusă Панцирь-С1, cod NATO SA-22 Greyhound) este prima versiune și este un sistem combinat de rachete sol-aer cu rază scurtă până la medie și cu arme de artilerie antiaeriene produse de KBP din Tula, Rusia . Sistemul este o dezvoltare suplimentară a 2K22 Tunguska (cod NATO: SA-19/SA-N-11) și reprezintă cea mai recentă tehnologie de apărare aeriană prin utilizarea radarelor în trepte în fază atât pentru localizarea țintelor, cât și pentru urmărire. Deși sunt planificate să fie realizate mai târziu în 2019, doar 112 dintre cele 200 realizate continuă să funcționeze datorită realizării de modele mai noi și mai eficiente.
Panțir-S1 a fost proiectat pentru a asigura apărarea în puncte a instalațiilor militare/ industriale/ administrative împotriva aeronavelor, elicopterelor, munițiilor de precizie, rachetelor de croazieră și a UAV-urilor; și pentru a oferi o protecție suplimentară unităților de apărare a aerului împotriva atacurilor aeriene inamice care folosesc muniții de precizie, în special la intervale mici până la extrem de mici.

## Legături externe
- Pantsyr S1 Air Defense Missile-Gun System and similar systems from the UK, USA, France, Germany, in comparison. (Rus) Arhivat în 6 noiembrie 2014, la Wayback Machine.